# Solo andata
Solo andata (Un aller simple) è un film del 1971 diretto da José Giovanni.
Remake del film L'urlo della città (Cry of the City) del 1948, diretto da Robert Siodmak.

## Trama
Un mafioso scappa dalla polizia verso il Belgio, a seguito dell'omicidio di un poliziotto in un fallito assalto alla banca.